# بلیمور
بلیمور (به عربی: بلیمور) یک شهرداری در الجزایر است که در استان برج بوعریریج واقع شده‌است. بلیمور ۱۰٬۳۰۱ نفر جمعیت دارد.